# Genetta pardina
Genetta pardina är en däggdjursart som beskrevs av Isidore Geoffroy Saint-Hilaire 1832. Genetta pardina ingår i släktet genetter och familjen viverrider. Inga underarter finns listade i Catalogue of Life.
Denna genett betraktas ibland som samma art som Genetta maculata eller/och storfläckig genett (Genetta tigrina). Några underarter eller synonymer blev under de gångna 30 åren godkända som arter eller blir godkända i närmare framtid.

## Utseende
Honor är med en kroppslängd (huvud och bål) av 41 till 53 cm och en svanslängd av 42 till 45 cm lite mindre än hannar. Exemplar av hankön blir 41 till 55,3 cm långa, har en 39 till 49 cm lång svans och väger upp till 3,1 kg. Bakfötterna är 8,8 till 10 cm långa och öronen är 3,9 till 4,7 cm stora. Den korta och lite styva pälsen har på ovansidan en gulgrå grundfärg och undersidan är ljusare i samma färg. På ryggens topp förekommer en bred längsgående svart strimma från axlarna till svansens ansats. Håren i denna strimma kan inte resas till en kam. De stora mörk rödbruna fläckarna på bålens övre del har svarta kanter. Närmast ryggens topp bildar de lite långsträckta och fyrkantiga fläckarna två rader. Längre ner på bålen är fläckarnas fördelning mer oordnad.
En smal svart linje från nosen till hjässan och vita fläckar kring ögonen bildar en ansiktsmask. Mellan breda svarta ringar på svansen förekommer 6 till 7 smala ljusa ringar. Avståndet mellan de ljusa ringarna blir större mot svansens slut. Genetta pardina har även på extremiteternas utsida små fläckar eller punkter. Hos honor förekommer två par spenar. Arten har i varje käkhalva 3 framtänder, 1 hörntand, 4 premolarer och 2 molarer.

## Utbredning
Detta rovdjur förekommer i västra Afrika från södra Mauretanien till Ghana. Habitatet utgörs huvudsakligen av regnskogar och andra skogar. Arten besöker även odlade områden, buskskogar och städernas förorter.

## Ekologi
Denna genett är troligen nattaktiv. Den jagar gnagare och insekter som kompletteras med frukter och gräs. Enligt ett fåtal observationer sker ungarnas uppfostring mellan februari och juli.

## Status
Artens kött säljs ibland på marknader för bushmeat. Allmänt finns inga större hot för beståndet. IUCN kategoriserar arten globalt som livskraftig.